# Jan Cornelis van Rossum
Jan Cornelis van Rossum (Amsterdam, 1 maart 1820 – aldaar, 4 september 1905) was een Nederlands schilder, tekenaar en lithograaf.

## Leven en werk
Van Rossum was een zoon van hofboekbinder en boekverkoper Abraham van Rossum (1785-1866) en naaister Antje van Nie (1785-1850). Hij studeerde aan de Koninklijke Akademie van Beeldende Kunsten. Hij ontving voor zijn werk van de academie de kleine zilveren medaille (1839) en een 'loffelijk getuigschrift wegens studie en ijver' (1840). Na de academie werkte hij enige tijd op de ateliers van Jan Adam Kruseman en Jan Willem Pieneman. Hij schilderde en tekende vooral portretten en interieurs. Van Rossum nam onder meer deel aan de tentoonstellingen van Levende Meesters in Amsterdam (1844, 1846) en Groningen (1845). Zijn portretten van Johannes Kinker (1845), Jacob van Lennep (1847), E.W. van Dam van Isselt (1848) werden als litho uitgebracht, waarop ook door het koninklijk huis werd ingetekend. In 1850 ontving hij als dank voor een tekening een gouden horloge van prins Frederik. 
Hij werd in 1839 lid van het Kunstbevorderend Genootschap V.W. Hij was onder meer secretaris en een van de directeuren van het departement tekenkunst van het genootschap. In de jaren 1840-1856 legde hij de beeltenis van 50 leden ('fraters') vast in krijt. Hij schonk de portretten bij het 50-jarig jubileum aan het genootschap, een deel daarvan kwam in 1934 in het bezit van het Amsterdams archief. Van Rossum werd tekenleraar aan de school van G.L. Kepper en kon in 1892 zijn 50-jarig jubileum als docent vieren. Hij bleef ongehuwd en woonde tot hun overlijden met zijn vader en zus Antje (1816-1876). Na het overlijden van vader werd diens zaak aan de Vijzelstraat voortgezet onder toezicht van Van Rossum. 
Vanaf 1900 woonde Van Rossum in het pand van de Van Limmikstichting aan de Nieuwe Keizersgracht, dat was bedoeld voor bejaarde echtparen en alleenstaande oudere mannen van Hervormde huize. Hij overleed er vijf jaar later, op 85-jarige leeftijd.

## Enkele werken

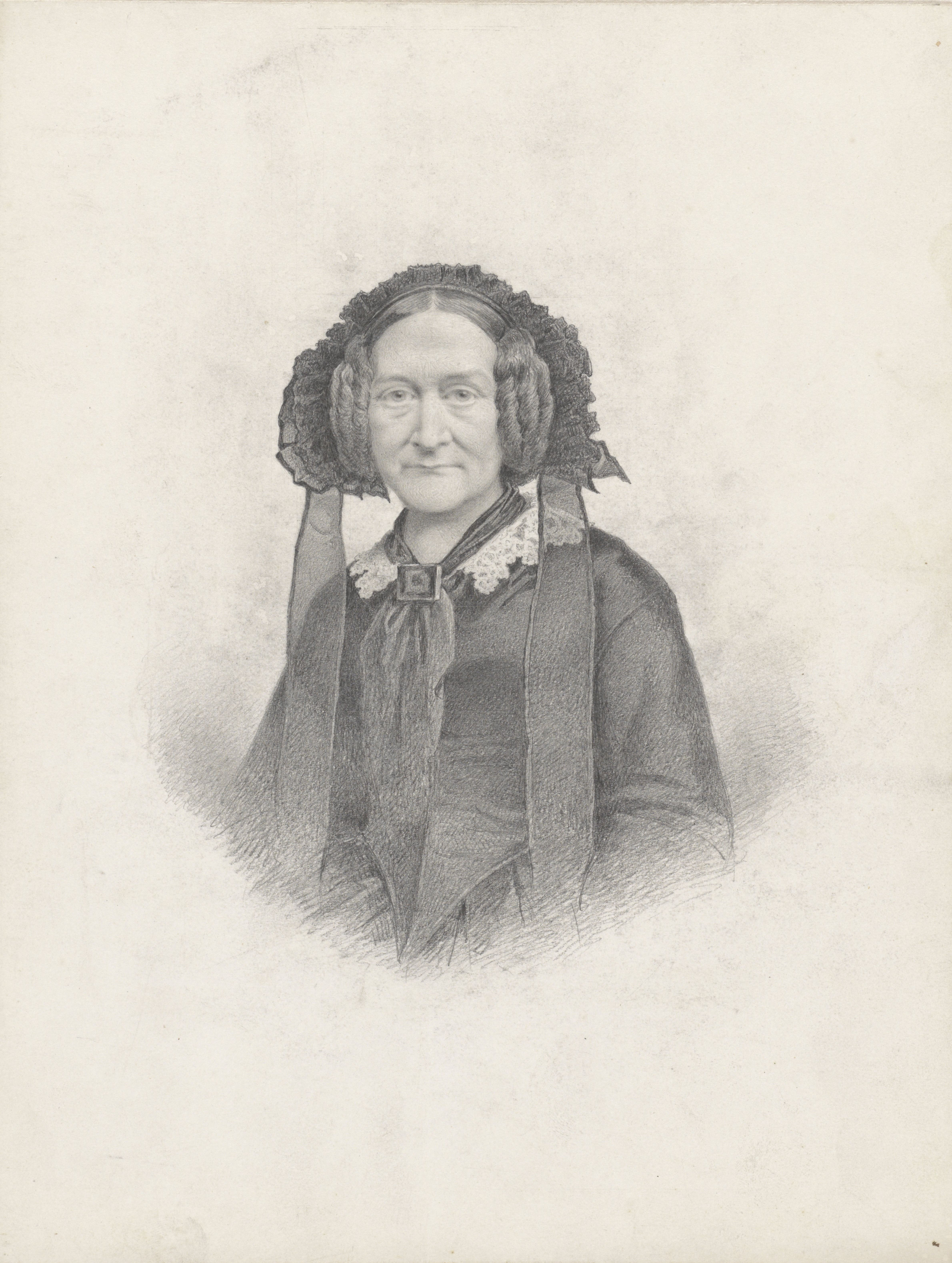
Portret van een oude vrouw
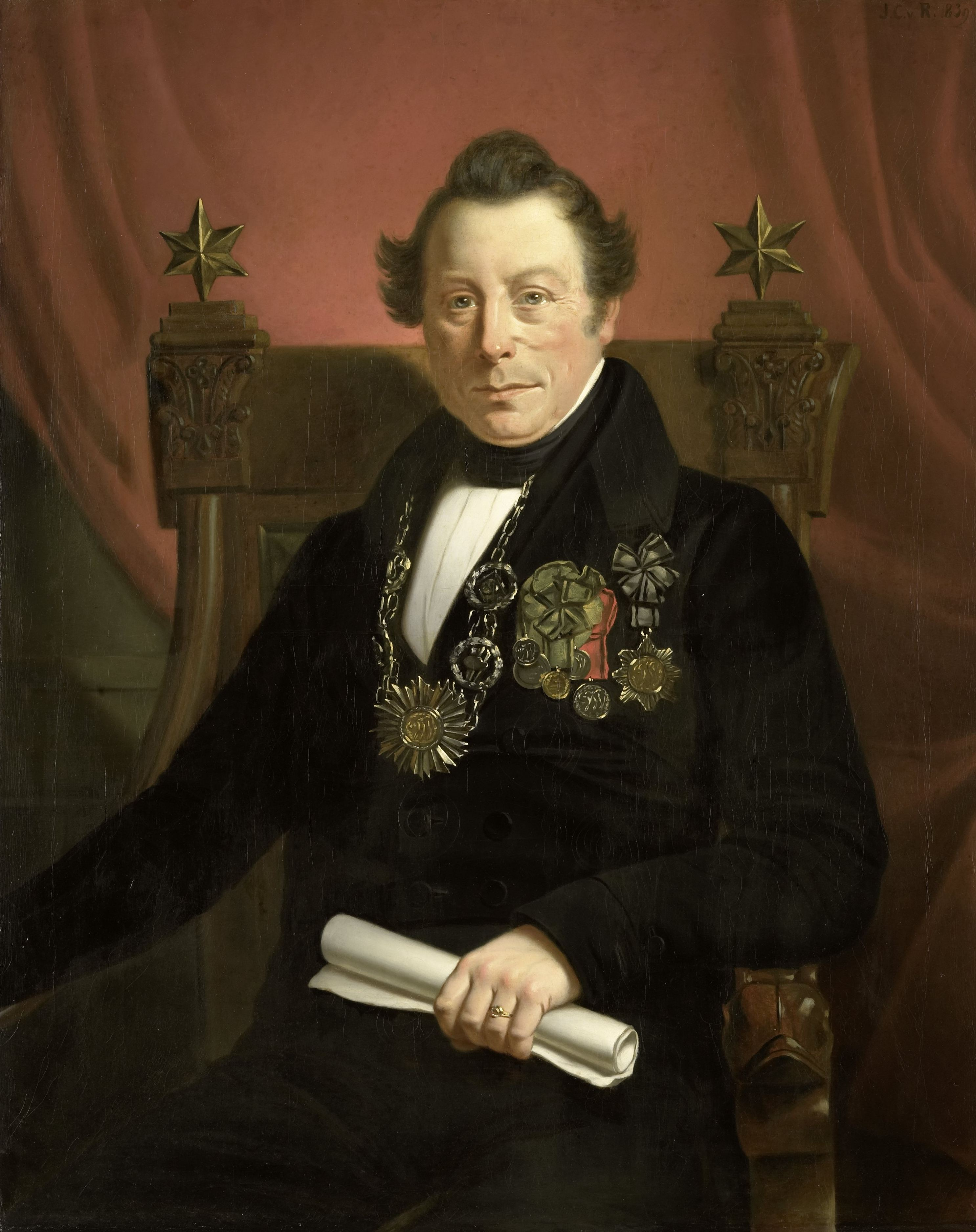
Portret van Coenraad van Hulst (1839), collectie Rijksmuseum Amsterdam
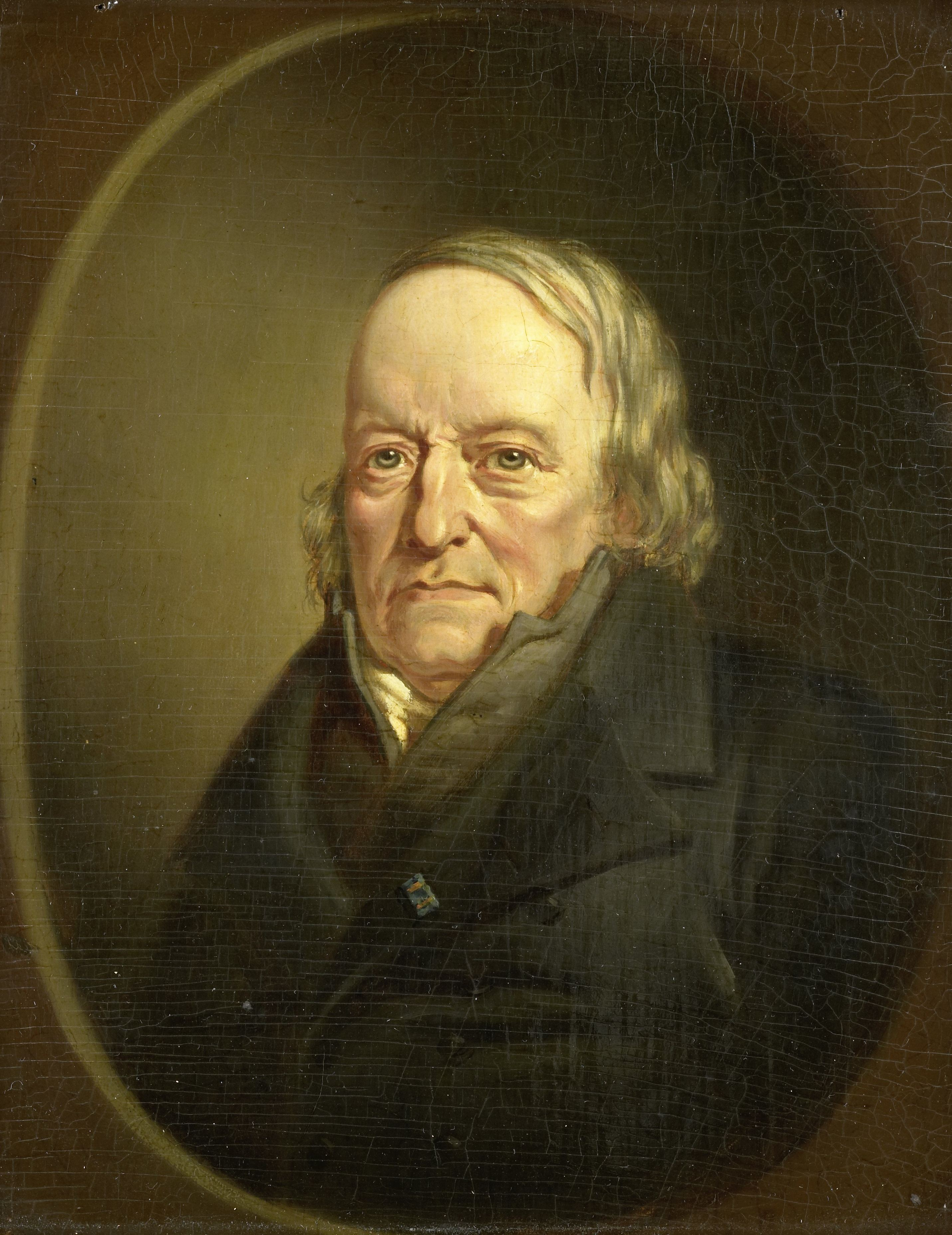
Portret van Johannes Kinker (1840-1845), collectie Rijksmuseum Amsterdam
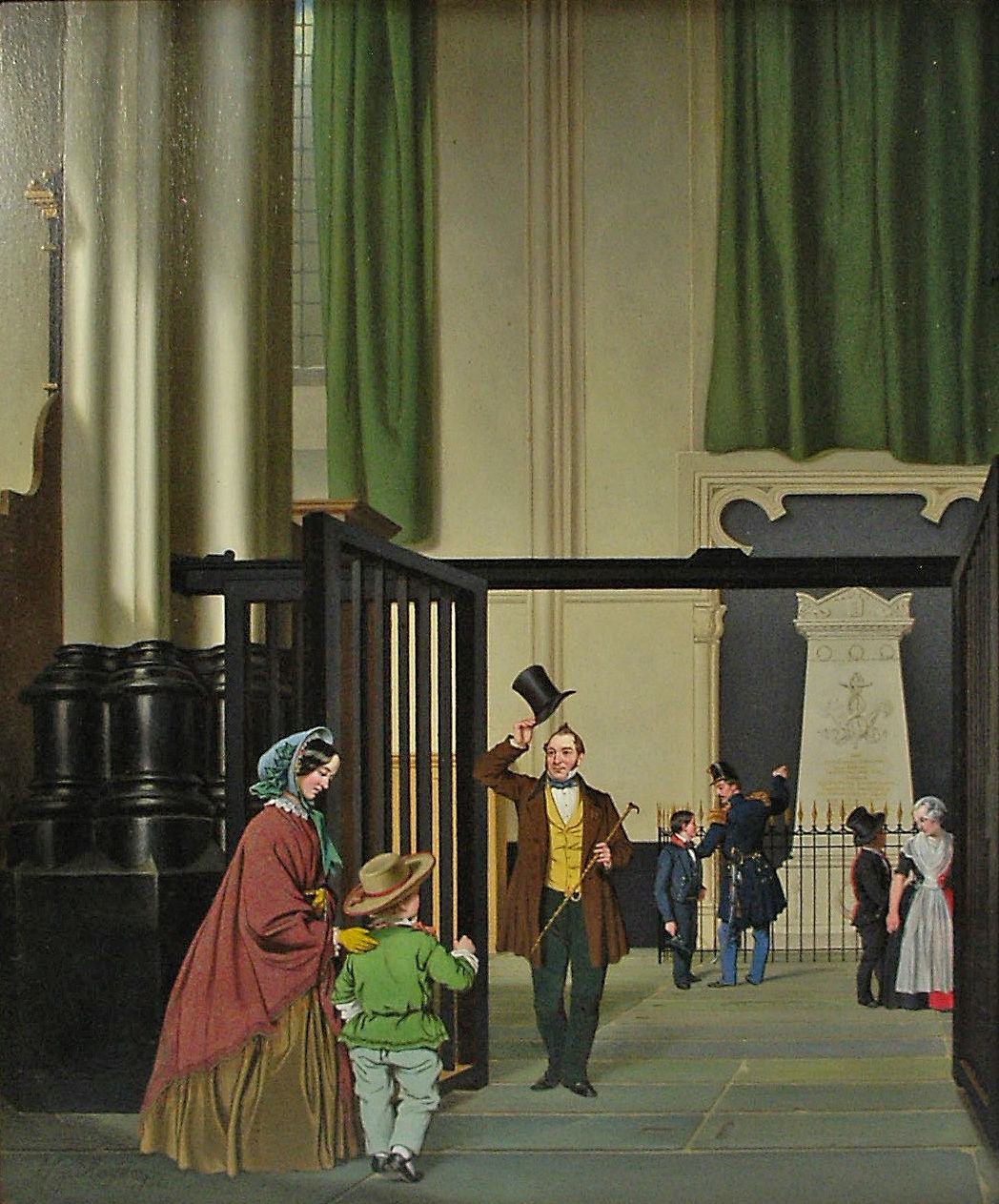
Een gezelschap bij het graf van J.C.J. van Speyk in de Nieuwe Kerk te Amsterdam (1855)

- Biografisch Portaal: 47747501
- International Standard Name Identifier: 0000 0000 7084 8710
- Nederlandse Thesaurus van Auteursnamen: 069969086
- RKD-Nederlands Instituut voor Kunstgeschiedenis: 68423
- Union List of Artist Names: 500004201
- Virtual International Authority File: 95706282